# Glos-sur-Risle
 Glos-sur-Risle  là một xã thuộc tỉnh Eure trong vùng Normandie miền bắc nước Pháp.